# Вівіан Севеніх
Вівіан Севеніх (нід. Vivian Sevenich, 28 лютого 1993) — нідерландська ватерполістка.
Призерка Чемпіонату світу з водних видів спорту 2022 року.